# Principado de Briansk
Principado de Briansk (em russo:  Брянское княжество) foi um principado russo dos séculos XIII - XV com seu centro na cidade de Debriansk (Briansk). Inicialmente, o centro de um principado de apanágio como parte do Principado de Chernigov, após a invasão mongol  - o centro político das Terras de Chernigov-Severski. O Príncipe de Briansk geralmente tinha o título de Grão-Duque de Chernigov.

## História
A época exata da fundação de Briansk é desconhecida; aparentemente, foi fundada sob Vladimir Sviatoslavich no final do século X. O nome da cidade, que ficava na margem direita do rio Desna, veio da floresta que a cercava. Pela primeira vez, Briansk como posto de vigilância é mencionado na Crônica de Ipatiev em 1146, quando pertencia aos príncipes de Chernigov, onde colocavam seus governadores.
De 1159 a 1167, Briansk com as terras adjacentes fazia parte do Principado de Vshchizh.
Em 1238, após a derrota de Vshchizh para mongóis e a supressão do ramo dos descendentes de Vladimir Sviatoslavich de Novgorod, Briansk tornou-se a capital de um vasto principado, que incluía Chernigov, Novgorod-Severski, Starodub e Trubchevsk, caindo nas mãos de Romano Mikhailovich e seus descendentes. Os príncipes de Bryansk tradicionalmente tinham o título de Grão-Duques de Chernigov. Apenas as terras no alto Oka (Karachev, Novosil, Tarusa) e em Posemye (Kursk, Putivl, Rylsk) permaneceram fora de seu controle.
Em 1263, o príncipe Romano Mikhailovich de Briansk repeliu o ataque do príncipe lituano Mindovg e em 1285 atacou Smolensk. As tropas de Briansk participaram nas campanhas das tropas da Horda e Galícia-Volínia no final do século XIII: contra a Lituânia (1274) e a Polônia (1283).